# 线嘴苣属
线嘴苣属（学名：Steptorhamphus）是菊科下的一个属，为多年生草本植物。该属共有7种，分布于亚洲西南部至中亚。